# Фрагменты стен гетто в Варшаве

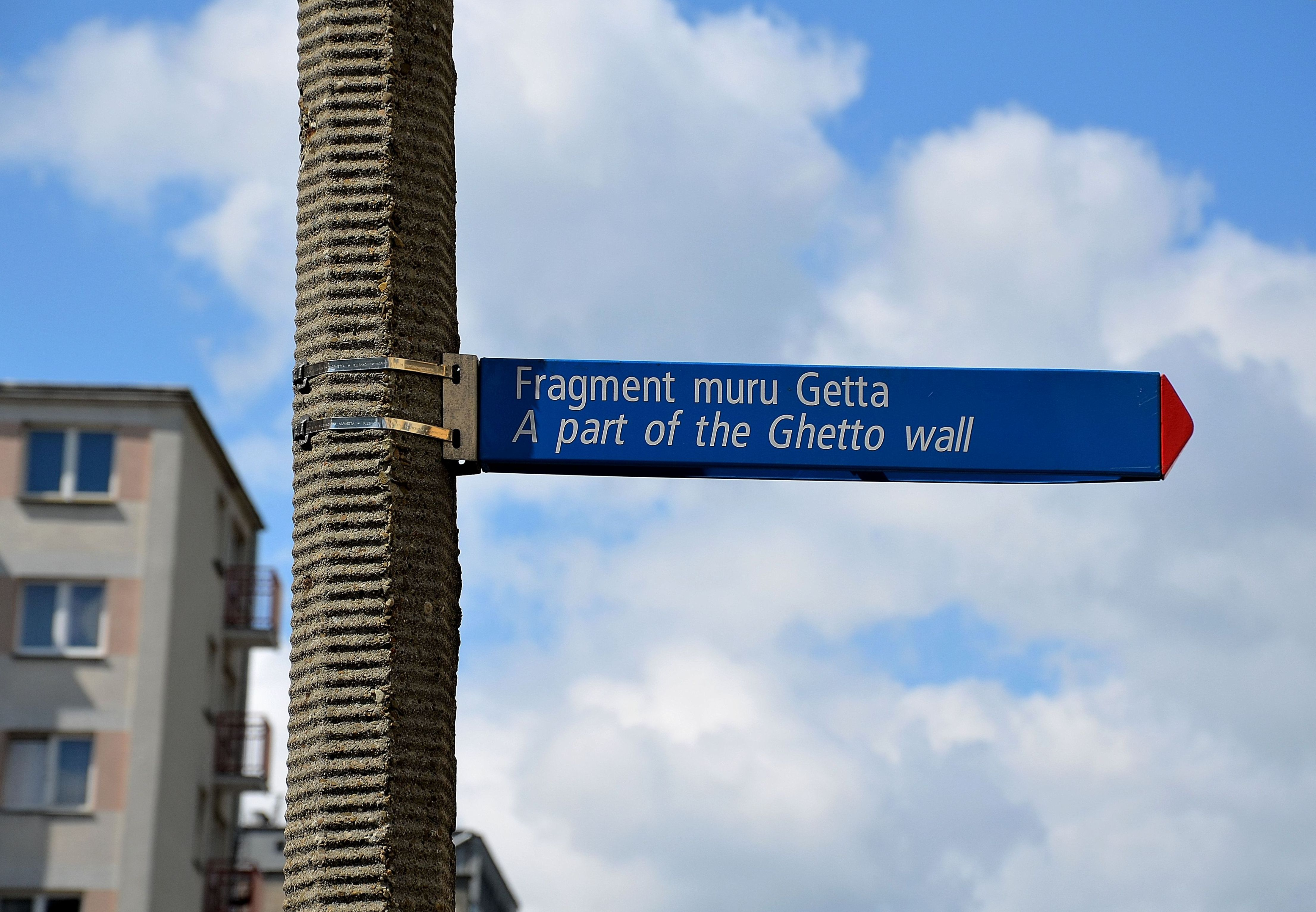
Уличный указатель MSI на улице Złotej 62

Фрагменты стен гетто в Варшаве – сохранившиеся фрагменты стен между жилыми участками, а также стены довоенных зданий, обозначавшие с 16 ноября 1940 границу между варшавским гетто и «арийской» частью города.
В 1940 общая длина стены гетто составляла около 18 км. После окончания II мировой войны большинство отдельно стоящих стен закрытого еврейского квартала, уцелевших в восстании в гетто и варшавском восстании, были снесены. Сохранились некоторые фрагменты стен довоенных зданий, проходящих между жилыми участками, а также определявшие границы гетто. Три наиболее известных фрагмента стены варшавского гетто находятся на территории старого, так называемого малого гетто и во дворах многоквартирных домов возле улицы Siennej 55 и Złotej 62, а также Waliców 11.

## Местоположение
- Улица Sienna 55 – в этом месте граница гетто был задана существовавшей ещё до 1940 стеной между участками на Siennej 53 и 55. Стена имеет около 3 метров в высоту. На её западной стороне есть мемориальная доска, размещённая здесь благодаря инициатору сохранения этого места Мечиславу Ендрушчаку[2]. В этой стене не хватает двух кирпичей, которые в 1989 году были перевезены в Музей Холокоста в Вашингтоне. На восточной, «арийской» стороне (в настоящее время это двор XII общеобразовательной школы им. Генриха Сенкевича) находится открытый в январе 2010 года памятник границы гетто[3]. Доступ к части стены гетто на Siennej 55 возможен со стороны улицы Złotej 62. В 2017 районные власти приняли меры по ремонту стены и окружающих её мест. В частности, с 2018 года она должен быть доступна со стороны XII общеобразовательной школы, а под стеной, со стороны аллеи Иоанна Павла II, появится учебно-историческая зона[4].
- Улица Złota 62 – стеной гетто является фрагмент стены довоенного здания высотой около 6 метров. На нём находится мемориальная доска, открытая 26 мая 1992 президентом Израиля Хаимом Герцогом во время официального визита в Польше, а также план варшавского гетто. Некоторые кирпичи, извлеченные из этого участка стены, хранятся в Музее Истории Холокоста Яд ва-Шем в Иерусалиме, а также в музеях Хьюстона и Мельбурна.
- Улица Waliców 11 – сохранившаяся стена здания, принадлежащего бывшей пивоварне Германа Юнга, была границей гетто с ноября 1940 по август 1942 гг. В период 1999—2000 гг. стена была присоединена к офисному зданию Aurum[5].
- Еврейское кладбище – с ноября 1940 до исключения некрополя из гетто в декабре 1941 года рубежом закрытого участка была существующая стена кладбища со стороны улиц Młynarskiej, Smętnej, Spokojnej, Kolskiej и северного участка стены кладбища на улице Okopowej.

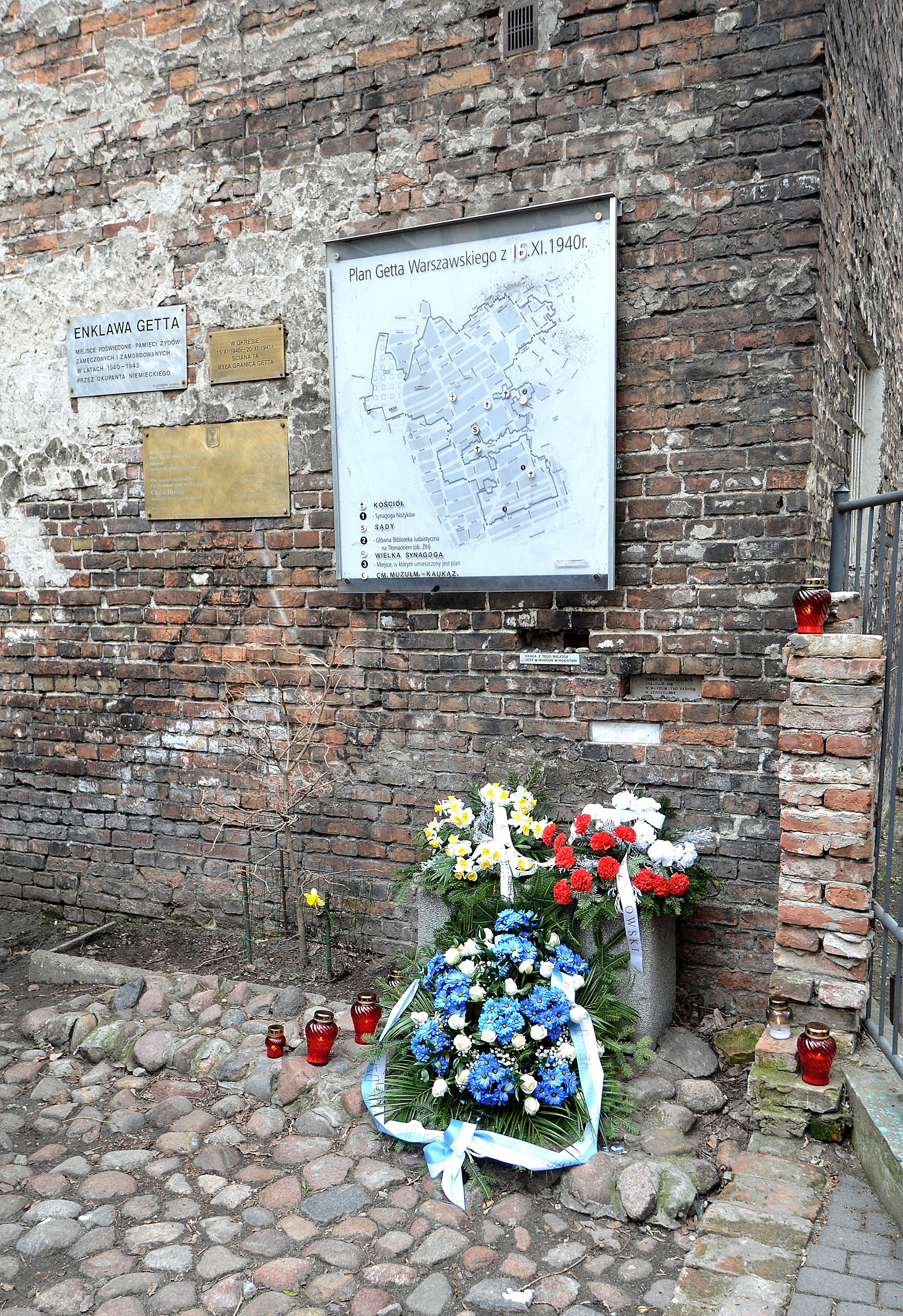
- Мемориальная доска на фрагменте стены гетто на улице Złotej 62

- Здание городского суда в Lesznie (ранее улица Leszno 53/55, в настоящее время окружной суд, al. Solidarności 127) – боковые стены (с северной, восточной и западной стороны), вместе со стенами, закрывающими внутренние дворики в гетто здания суда устанавливали границы района, закрытого с ноября 1940 по август 1942 гг.
- Улица Chłodna 41 – с ноября 1940 по декабрь 1941 гг. боковая стена этого здания представляла собой фрагмент западной границы малого гетто, проходящей по заднему двору особняка на улице Wroniej.
- Улица Krochmalna 4/28 – с ноября 1940 по декабрь 1941 боковая стена этого здания представляла собой фрагмент северной границы малого гетто.
- Улица Ogrodowa 55 – с ноября 1940 по декабрь 1941 боковая стена этого здания представляла собой фрагмент западной границы малого гетто, проходящей по заднему двору особняка при улице Wroniej.
- Улица Okopowa 78 – сохранившийся фрагмент стены, окружающей постройки завода Garbarska Temler и Szwede (со стороны АЗС на улице Stawki, напротив выхода улицы Smoczej), был одновременно стеной гетто в течение всего срока существования закрытого района.
- Улица Stawki 10 – позади группы школ-лицеев и экономических школ сохранился фрагмент стены гетто, представляющий собой границу Умшлагплац[6][7]. В 2014 стена была разобрана и, после очистки кирпича, реконструирована[8].
- Улица Świętojerska, угол улицы Nowiniarskiej[9] - границы гетто здесь обозначала стена, небольшой фрагмент которой находится при въезде на подземную парковку в задней части здания Верховного Суда.

## Галерея

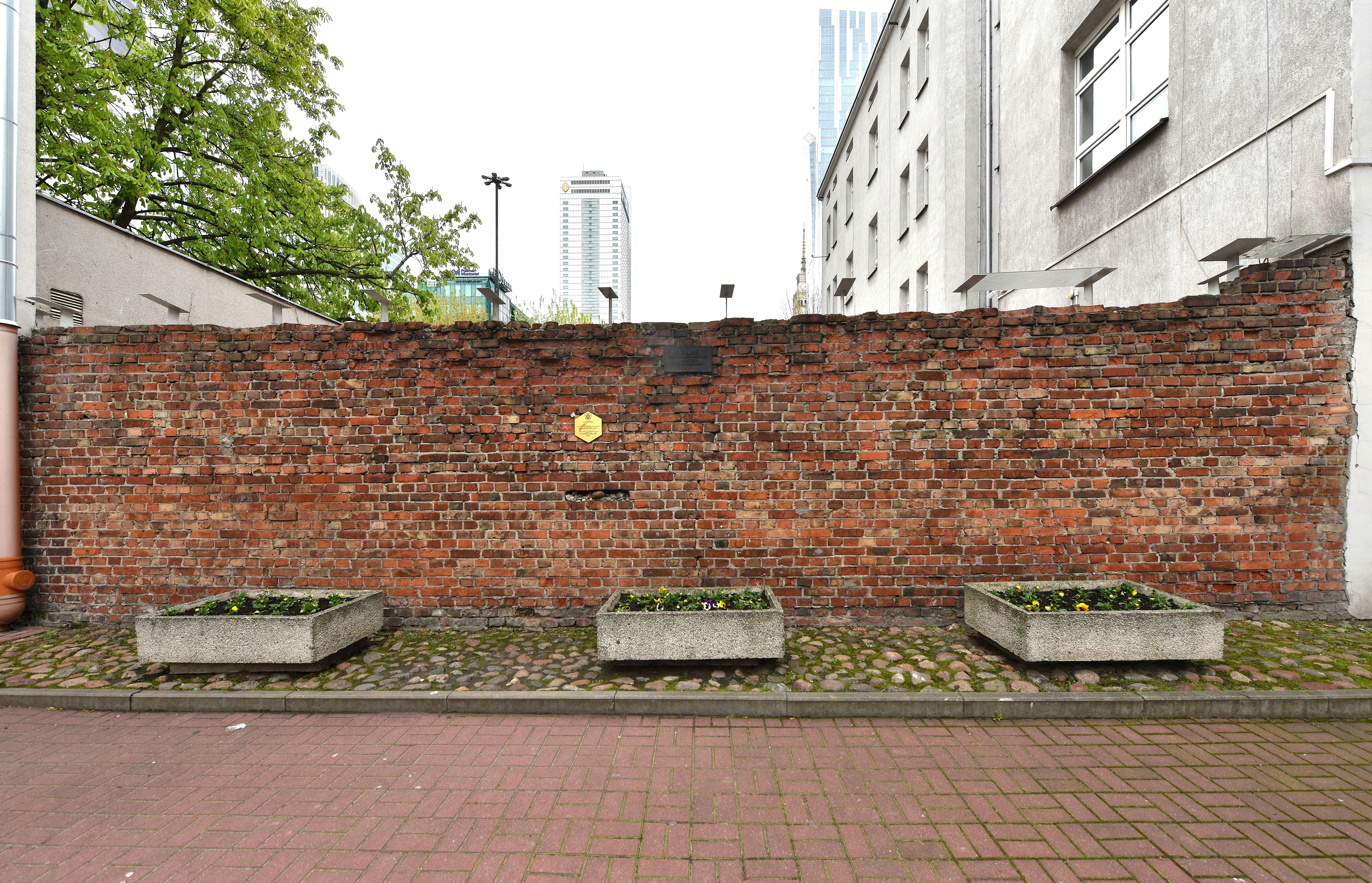
Sienna 55
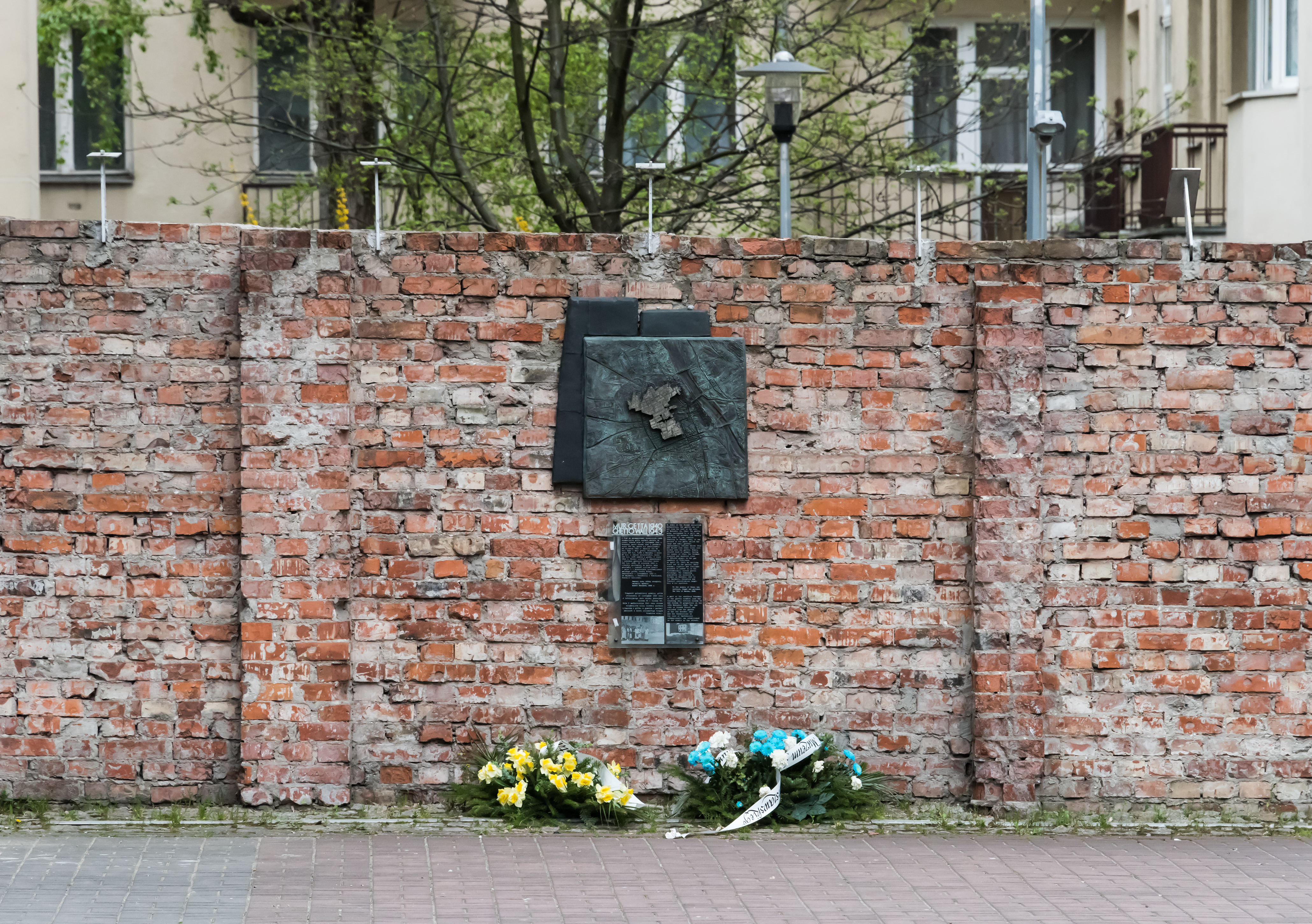
Мемориальная доска на ул. Siennej от стороны Siennej 53
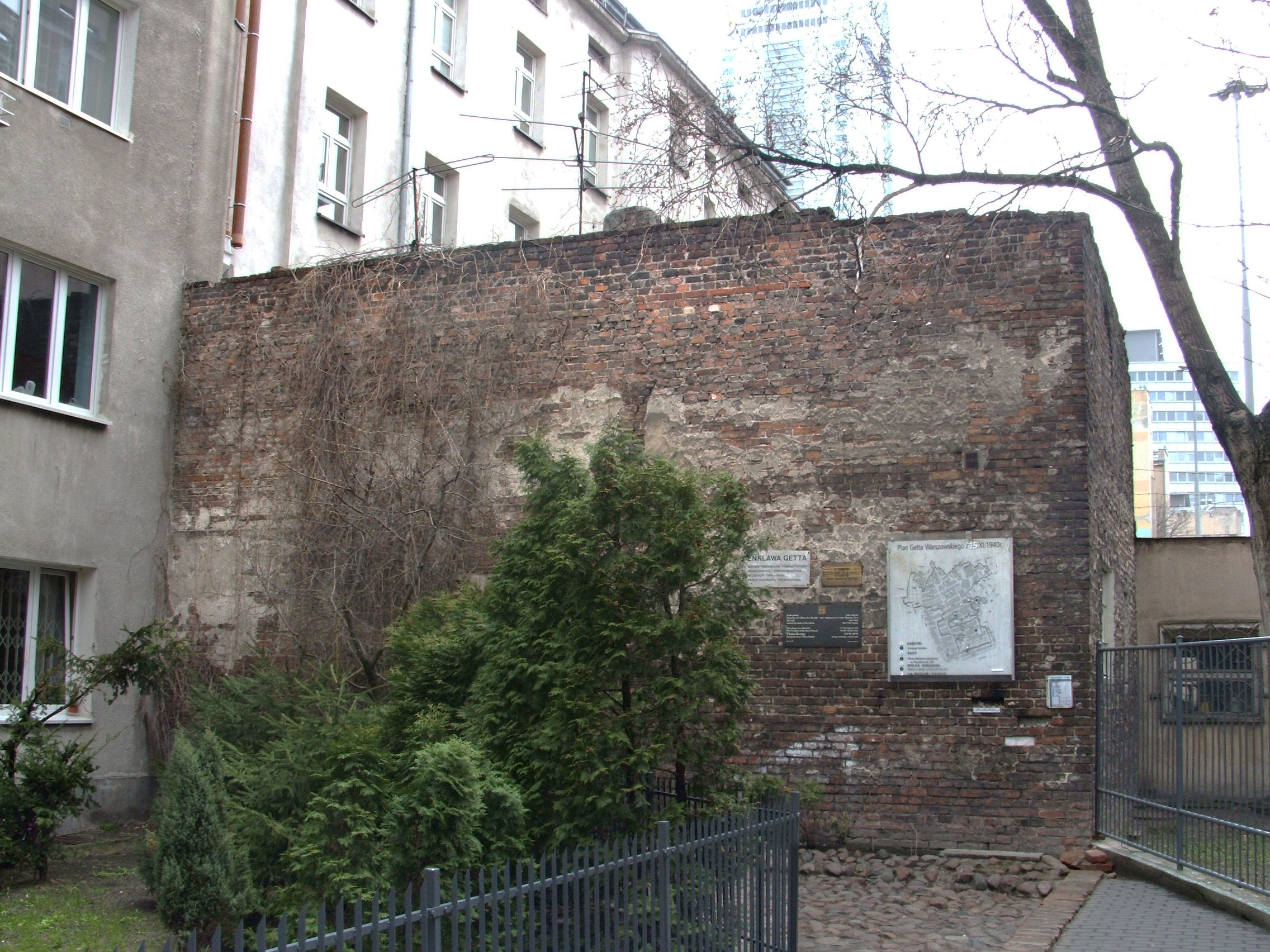
Złota 62
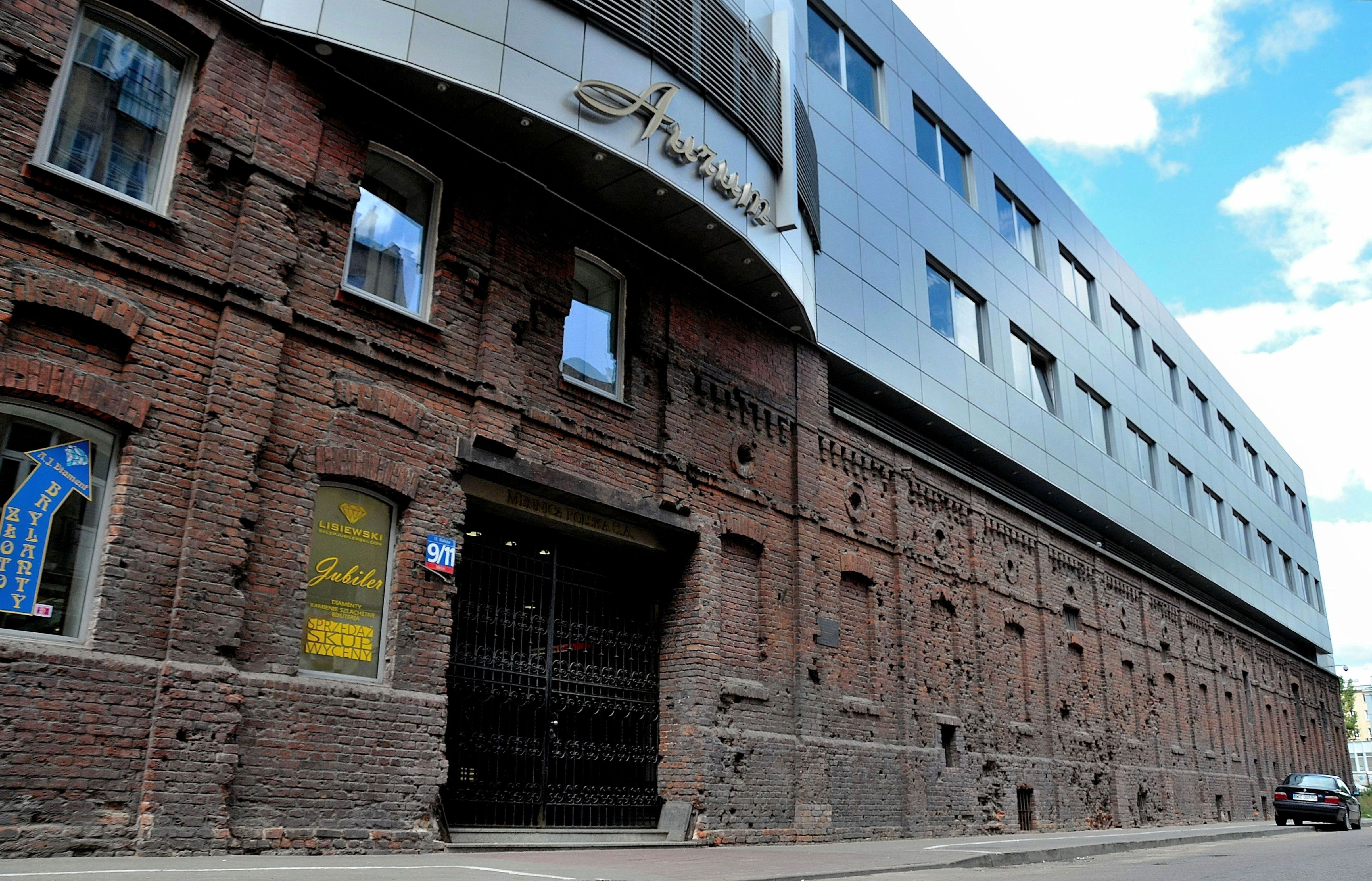
Waliców 11
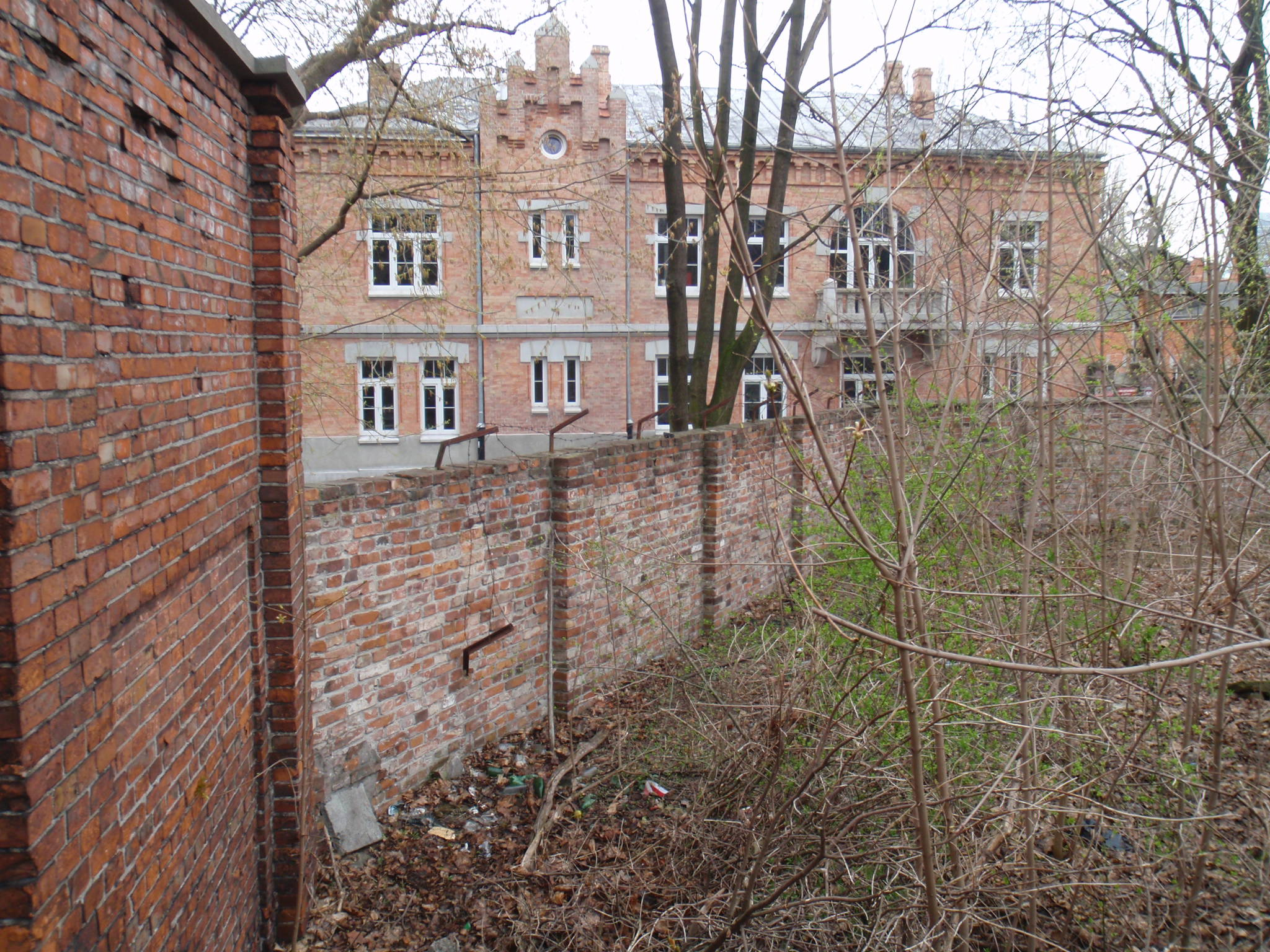
Стена еврейского кладбища на ул. Spokojnej
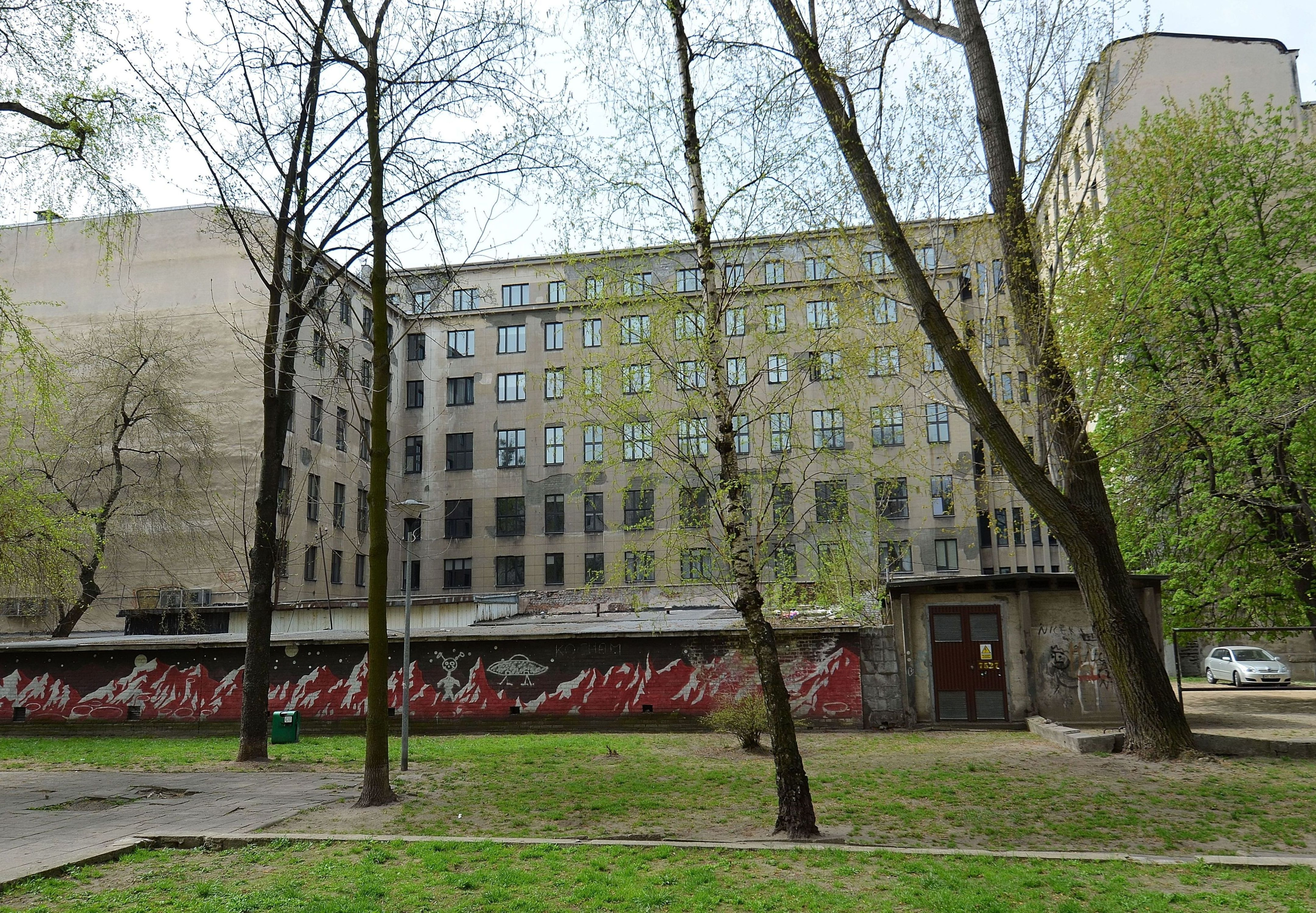
Здание Городского Суда (вид с восточной стороны)
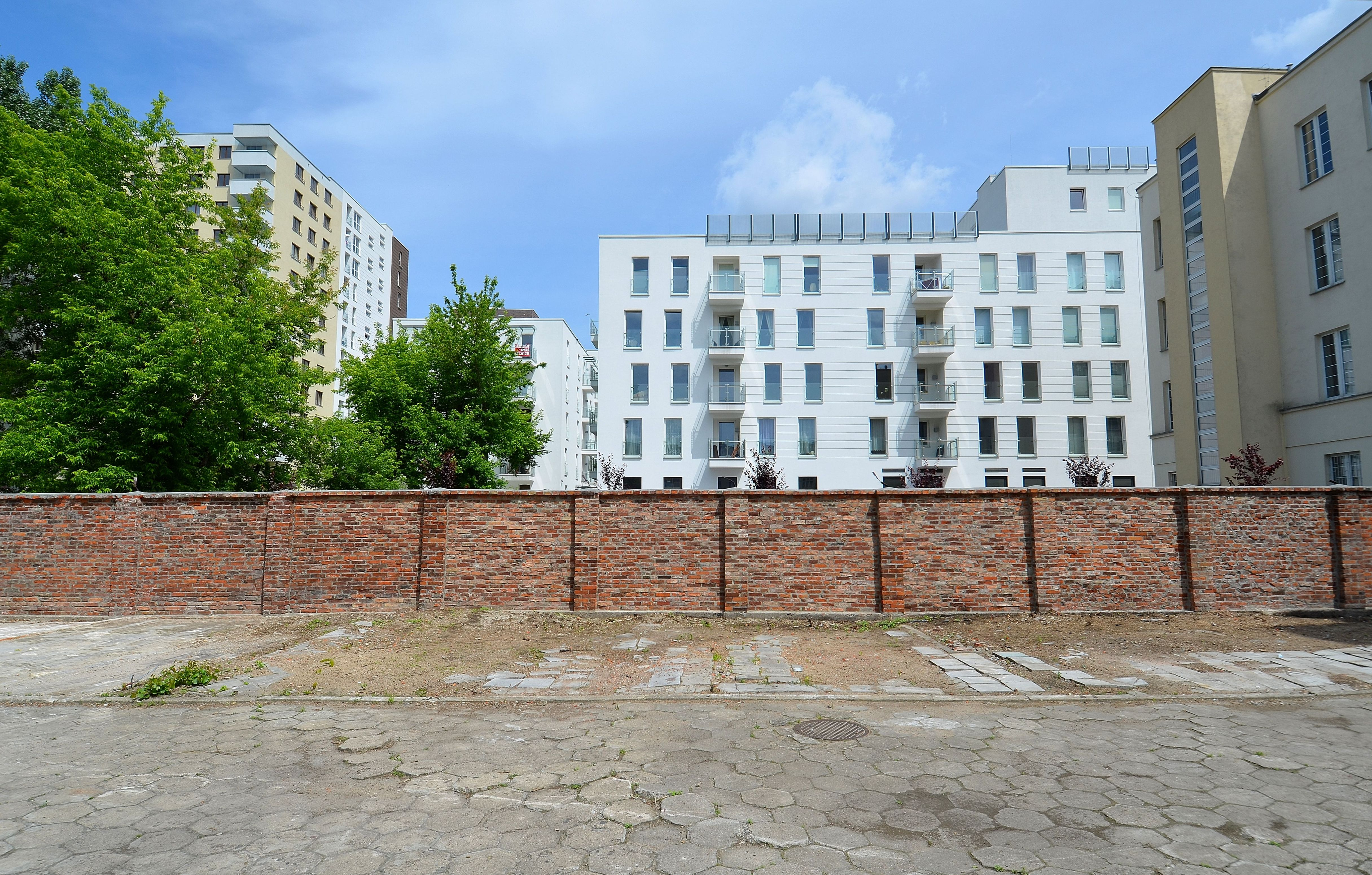
Сзади группы школ-лицеев и Экономических школ на улице Stawki 10